# Casa da Orge
A Casa da Orge foi um edifício histórico situado em Maximinos, na atual freguesia de Braga (Maximinos, Sé e Cividade) em Braga, Portugal.
Era um exemplar de uma casa senhorial urbana seiscentista, que beneficiou de avultados melhoramentos na primeira metade do século XVIII, conforme atestava a inscrição do frontão da entrada principal que exibia a data de 1735. Tratava-se de uma construção que afectava uma área edificada superior a 400 metros quadrados dividida por dois pisos, beneficiando de um terreiro frontal gradeado que acentuava a majestade da fachada.
Era particularmente rico o trabalho de pedra lavrada do emolduramento das janelas, na cornija e no conjunto avançado que compunha o pórtico da entrada, manifestando notórias semelhanças com o mesmo tipo de arranjo empregue na Casa de Infias e Casa dos Maciéis Aranhas, ambas património classificado.
Sofreu um incêndio em 2002 que a danificou, tornando-a inabitável. 
Foi demolida em 2007 para dar lugar à construção de um prédio. O pórtico e partes da fachada estão colocadas no Largo do Peão da Meia Laranja, em Maximinos.